# Andrew Vollmer
Pour les articles homonymes, voir Vollmer.
Andrew Vollmer, né le 5 septembre 2000, à Trabuco Canyon, est un coureur cycliste américain.

## Biographie
Originaire de Californie, Andrew Vollmer commence à se consacrer au cyclisme à l'âge de dix ans. Il participe à ses premières courses à douze ans en VTT.
En 2017, il prend la deuxième place du championnat des États-Unis du contre-la-montre juniors (moins de 19 ans). En 2018, il se classe à nouveau second de son championnat national. Il remporte également la Ronde des vallées au niveau international, et termine deuxième du Tour d'Irlande juniors, ou encore cinquième des Trois Jours d'Axel et du Tour de DMZ. Au mois de septembre, il représente les États-Unis lors des championnats du monde, où il se classe 43e de la course en ligne juniors.
En 2019, il évolue au sein de l'équipe continentale américaine Aevolo, qui forme des coureurs espoirs (moins de 23 ans). Il décide ensuite de s'engager avec le CC Étupes pour la saison 2020. La pandémie de Covid-19 l'empêche cependant de disputer la moindre course en Europe. L'année suivante, il prend une licence au Bourg-en-Bresse Ain Cyclisme, un autre club amateur français. Bon grimpeur, il finit seizième du Tour de Savoie Mont-Blanc. 
En 2022, il court en Espagne avec la structure Arabay. Pour ses débuts dans la péninsule ibérique, il se distingue en obtenant trois victoires et diverses places d'honneur. Il s'impose notamment sur le Tour de Navarre, une course par étapes réputée eu calendrier national. Après ses performances, il intègre l'équipe continentale Electro Hiper Europa en 2023. Il commence sa saison au mois de janvier lors des épreuves du Challenge de Majorque.

## Palmarès et résultats

### Palmarès par année
- 2017
  - 3e du championnat des États-Unis du contre-la-montre juniors
- 2018
  - Ronde des vallées
  - 2e de la Valley of the Sun Stage Race juniors
  - 2e du Tour d'Irlande juniors
  - 3e du championnat des États-Unis du contre-la-montre juniors
- 2021
  - 3e du Prix de Saint-Amour
- 2022
  - Mémorial Santisteban
  - Tour de Navarre
  - Mémorial Agustín Sagasti
  - 2e de la Ronde du Maestrazgo
  - 3e du Mémorial José María Anza

### Classements mondiaux
| Année            | 2019 |
| ---------------- | ---- |
| UCI America Tour | 498e |